# Henry Purcell
Henry Purcell (uttal: [ˈhɛnɹɪ ˈpɜːsəl]), född 10 september 1659 i Westminster i London, död 21 november 1695 i London, var en engelsk barockkompositör. Han är räknas som en av 1600-talets mest betydande europeiska tonsättare.
Utmärkande för hans musik är det lågmälda men intensiva uttrycket. Han använde italienska och franska stilistiska element, men utvecklade en särskild engelsk form av barockmusik. Bland hans tonsättningar kan nämnas hans Te Deum, odet på Sankta Cecilias dag Hail bright Cecilia och operan Dido och Aeneas. Hans kyrkliga kompositioner var viktiga förebilder för Händel.

## Biografi

### Uppväxt och tidig karriär
Hans far, Henry Purcell den äldre, var medlem i Chapel Royal, kungens officiella kör som framför allt deltog i gudstjänster. Purcell den äldre fick tre söner, även den yngste – Daniel, som avled 1717 – var en produktiv kompositör. Sedan fadern avlidit 1664 placerades den unge Henry Purcell i sin farbrors, Thomas Purcells, vård. Farbrodern såg till att den unge Henry blev antagen till en kör. Han studerade musik, först under körledaren Henry Cooke, sedan under dennes efterträdare Pelham Humfrey som själv var en elev till Jean-Baptiste Lully.
Det sägs att Purcell redan skrev musik från det att han var nio år. Datumen för hans verk är i många fall osäkra, men det tidigaste som finns bevarat är hans ode till kungens födelsedag, skrivet 1670. Sedan Humphrey avlidit fortsatte Purcell att studera under John Blow. Purcell utsågs 1676 till kopist i Westminster Abbey, och samma år skrev han musik till John Drydens Aureng-Zebe samt Thomas Shadwells Epsom Wells och The Libertine. Dessa följdes 1677 av musik till Aphra Behns tragedi Abdelazar, och 1678 av musik till Shadwells version av Shakespeares Timon av Aten. Delar av musiken till Timon av Aten anses vara ett mästerverk, och kören In these delightful pleasant groves från The Libertine är fortfarande ett populärt verk. Purcell skrev även åtskilliga hymner för prästen John Gostling, som hade en mycket djup basröst.

### Senare karriär och produktion
Blow lämnade 1679 sin plats som organist i Westminster Abbey till förmån för sin elev, som då bara var 20 år gammal. Purcell ägnade sig nästan helt åt att skriva sakral musik, och i sex år låg hans kontakter med teatern i träda. Tidigt under 1680, innan han tog sig an sin nya uppgift, hade han dock färdigställt två viktiga arbeten för scenen: musiken till Nathaniel Lees Theodosius och Thomas D'Urfeys Virtuous Wife. Man menar att han troligen även skrev operan Dido och Aeneas under den här perioden, trots att den uppfördes först 1688 och 1690. Den skrevs till ett libretto av Nahum Tate, på begäran av Josiah Priest som undervisade i dans och dessutom höll en internatskola för unga kvinnor. Dido och Aeneas är ett musikdrama i ordets striktaste bemärkelse, en genuin opera där handlingen helt bärs framåt genom recitativ utan talade ord i hela pjäsen. Musiken anses mycket framstående, och var synnerligen avancerad för sin tid. Pjäsen fann aldrig sin väg till scenen, trots att den blev mycket populär i privata musiksalonger. Man tror att den kopierades mycket under Purcells livstid och strax efter. Hans änka lät publicera en enda, Orpheus Britannicus, och hela verket förblev otryckt fram till 1840 då noterna trycktes av Musical Antiquarian Society med George Alexander Macfarren som utgivare.
Purcell utnämndes 1682 till organist vid Chapel Royal, då Edmund Lowe avlidit. Han behöll både det ämbetet och sin position i Westminster Abbey. Den första av hans kompositioner som tryckes var Twelve Sonatas 1683. Åren efter det var Purcell upptagen med att producera sakral musik, oden till kungen och kungafamiljen och liknande. Han skrev I was glad och My heart is inditing till James II:s kröning 1685. Året därpå återupptog han sina kontakter med teatern genom att skriva musik till John Drydens tragedi Tyrannick Love. Samma år skrev han en marsch och en passepied med titeln Quickstep, som båda blev populära. Lord Wharton anpassade den sistnämnda till texten Lillibullero under vilken den blev känd. 1688 skrev han Blessed are they that fear the Lord på beställning av kungen, och några månader senare musik till D’Urfeys pjäs The Fool’s Preferment. År 1690 skrev han sångerna till Drydens version av William Shakespeares Stormen, inklusive Full fathom five och Come unto these yellow sands, samt musiken till Bettertons anpassning av John Fletchers och Philip Massingers Prophetess, som kom att kallas Dioclesian, och Drydens Amphitryon. Hans mästerverk inom den dramatiska sfären, King Arthur, även den med libretto av Dryden, producerades 1691. Året därpå skrev han musik och sånger till en version av Shakespeares En midsommarnattsdröm som kallades The Fairy-Queen. Partituret till detta återupptäcktes 1901 och gavs ut av brittiska Purcellsällskapet.
Te Deum and Jubilate skrivet för Sankta Cecilias dag 1694 hör till Purcells främsta verk. Det framfördes årligen i St Pauls-katedralen efter dess öppnande fram till 1712. Efter detta år alternerade man med Georg Friedrich Händels Utrecht Te Deum and Jubilate fram till 1743, då det fick ge vika för Händels Dettingen Te Deum. Bland Purcells musik för teaterscenen finns, förutom de redan nämnda, Don Quijote, Baudicca och The Indian Queen. Därutöver omfattar hans kvarlåtenskap en stor mängd sakral musik, ett antal oden, kantater och diverse andra musikstycken. Han komponerade bland annat en lovsång och två elegier till drottning Maria II:s begravning.
Purcell ligger begravd i Westminster Abbey, nära orgeln. Texten på hans gravsten lyder:
| ”                | Here lyes Henry Purcell Esq., who left this life and is gone to that blessed place where only his harmony can be exceeded. | „ |
| – Westrup, J. A. | |   |

## Eftermäle
Nedslagskratern Purcell på planeten Merkurius och asteroiden 4040 Purcell är uppkallade efter honom.

## Filmer innehållande Purcell-musik (urval)
- 1967 – Syskonbädd 1782
- 1971 – A Clockwork Orange
- 1978 – Molière
- 1979 – Kramer mot Kramer
- 1982 – Tecknarens kontrakt
- 2000 – The Man Who Cried
- 2003 – Coffee and Cigarettes
- 2005 – Stolthet och fördom
- 2012 – Moonrise Kingdom